# (23674) Juliebaker
(23674) Juliebaker est un astéroïde de la ceinture principale.

## Description
(23674) Juliebaker est un astéroïde de la ceinture principale. Il fut découvert le 6 avril 1997 à Socorro (Nouveau-Mexique) par le projet LINEAR. Il présente une orbite caractérisée par un demi-grand axe de 2,60 UA, une excentricité de 0,18 et une inclinaison de 13,1° par rapport à l'écliptique.

## Compléments